# شب، انتظار روز است

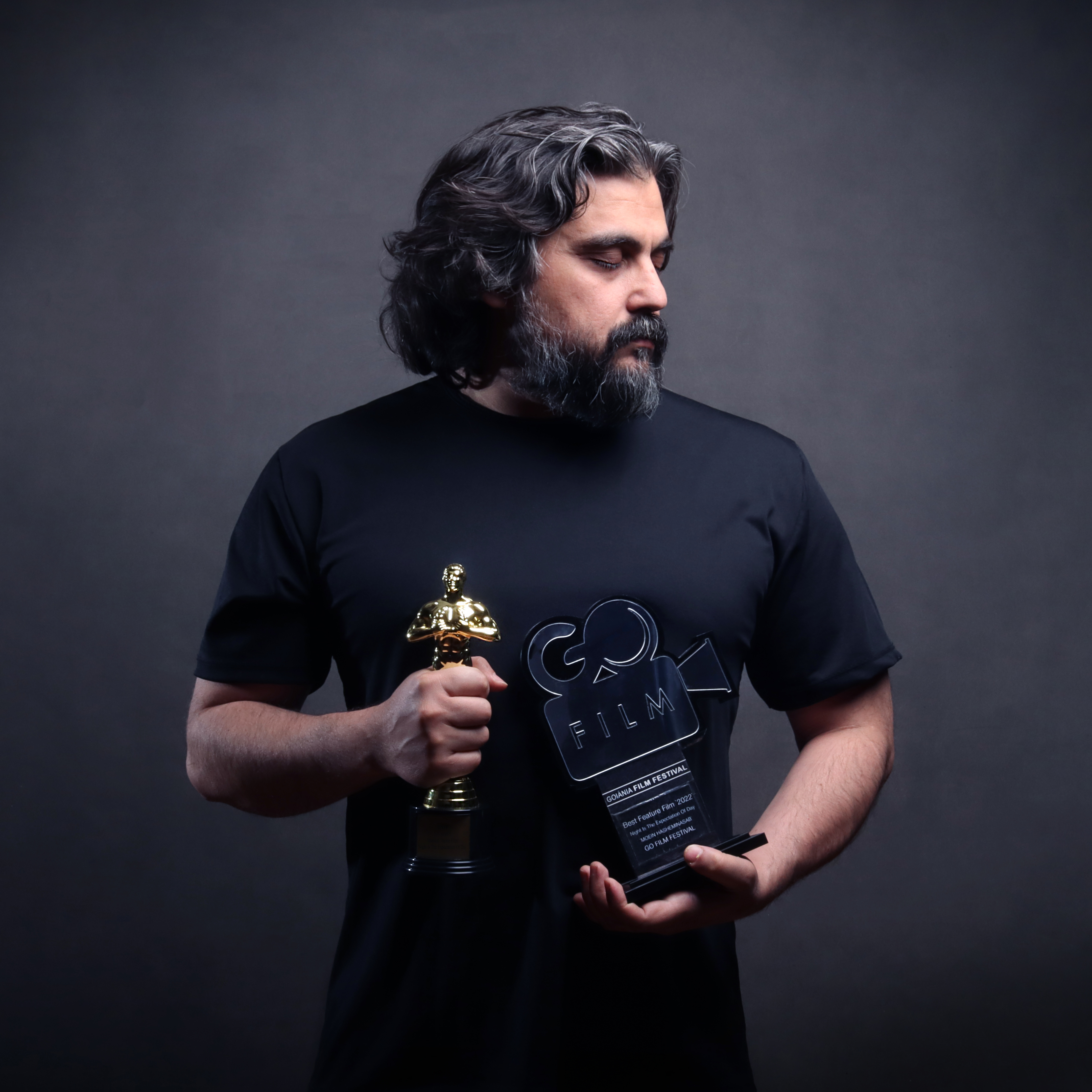
معین هاشمی نسب در کنار جوایز فیلم شب، انتظار روز است.

فیلم بلند «شب، انتظار روز است»(Night is the expectation of day)  به نویسندگی و کارگردانی معین هاشمی نسب، در سال ۱۴۰۰ شمسی (۲۰۲۲ میلادی) تولید شده است. این فیلم توانست در جشنواره‌ی فیلم برزیل مقام اولِ بهترین فیلم بلند سال ۲۰۲۲ میلادی را از آن خود کند و در فستیوال فیلم تورنتوی کانادا، نامزد دریافت بهترین فیلم موزیکال در سال ۲۰۲۲ گردد.
همچنین این فیلم به هفتاد و ششمین دوره‌ای فستیوال فیلم سالرنوی ایتالیا هم راه پیدا کرده است.
این اثر سینمایی در ژانرهای موزیکال، درام و دلهره‌آور می‌باشد.
آهنگ‌سازی "شب، انتظار روز است" توسط فرهاد هراتی صورت گرفته است.
معین هاشمی نسب، همچنین تهیه‌کنندگی، فیلم‌برداری، بخشی از صداگذاری، نورپردازی و تدوین این فیلم را نیز به انجام رسانده است.
این فیلم به مدت یک ساعت و بیست و سه دقیقه و با بازیگری ایمان اصفهانی، سایه سدیفی، مصطفی پروین، نرگس حسن‌زاده، زهرا شعبان‌نژاد و فرهاد هراتی می‌باشد.

## عوامل
نویسنده و کارگردان: معین هاشمی نسب
صدابردار: پویان عبدلی
گریمور: حانیه هوشمند
ترانه‌سرا: فریبا شش‌بلوکی
میکس و مسترینگ: امید نیک‌بین
همچنین این فیلم توانسته تا کنون به یازده فستیوال معتبر دیگر فیلم در سراسر دنیا راه یابد.

## خلاصه‌ی فیلم
شب،انتظار روز است، داستان یک داروساز نخبه‌ست که با یک لابراتوار داروسازی قرارداد کاری می‌بندد که پس از آن، این اتفاق، منجر به تغییر زندگی او اعم از اعتیاد به مواد مخدر و از بین رفتن زندگی‌اش می‌گردد.